# Circaetus gallicus
La culebrera europea o águila culebrera (Circaetus gallicus) es una especie de ave accipitriforme de la familia Accipitridae. Es una rapaz especializada en la caza de serpientes y otros reptiles.

## Descripción

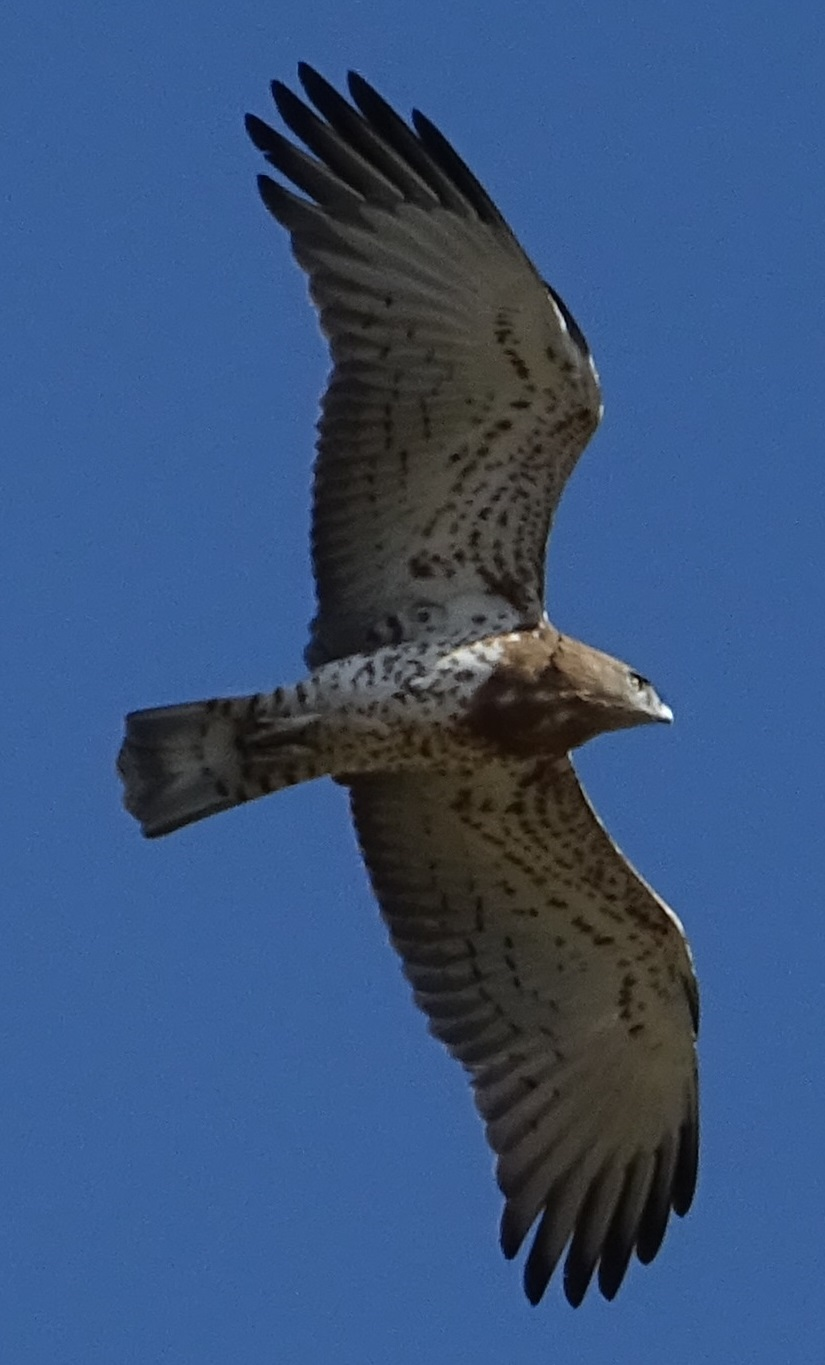
Águila culebrera en vuelo

Es una rapaz grande, de entre 62 y 70 cm de longitud, y 166–188 cm de envergadura, siendo los machos levemente más pequeños que las hembras, aunque es difícil apreciarlo incluso viéndolos volar juntos. Los machos normalmente tienen un babero más corto y el moteado es de un marrón más pálido. Contrasta el pardo del dorso con el blanco con barras oscuras de las partes inferiores. Las alas son largas y anchas. Presenta cola bandeada, de extremo recto, y cabeza ancha con capuchón oscuro hasta el pecho. Los ojos tienen iris amarillo, y su disposición es más frontal que en otras rapaces diurnas.

## Distribución y hábitat
Ampliamente distribuida en Europa, inverna en el África subsahariana entre septiembre y abril. Por el este se extiende hasta la India, donde se mantiene su presencia durante todo el año. Habita en zonas abiertas de clima mediterráneo, donde haya matorral bajo, eriales y claros, cercanos a las masas forestales donde cría. Prefiere zonas a menos de 2000 m s. n. m. de altitud y con bajas precipitaciones, ya que estas condiciones favorecen la presencia de los ofidios de los que se alimenta principalmente.

## Ecología trófica
La culebrera es especialista en la captura y deglución de ofidios, sobre todo culebras, que descubre planeando sobre su amplio territorio, y cerniéndose unos segundos cuando localiza a sus presas, a las que captura con sus cortas pero fuertes garras, y da muerte con un preciso picotazo en la nuca. También se puede alimentar de ranas, lagartos, algunas aves e insectos.

## Comportamiento

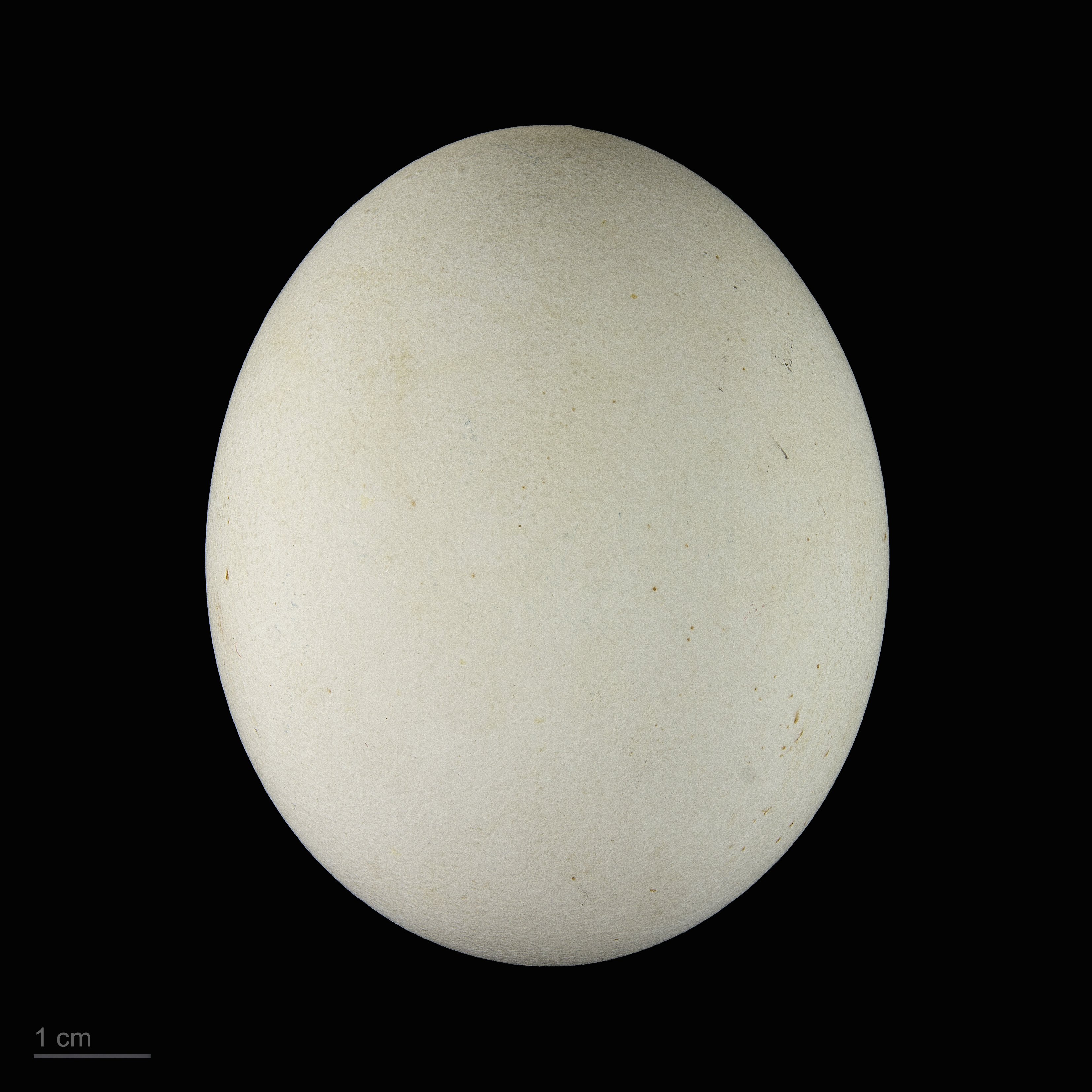
Circaetus gallicus - MHNT

Estas aves pueden ser solitarias, formar parejas, o incluso pequeños bandos, mezclados con otras rapaces, en época de migraciones.
En cuanto a su reproducción, cuando llega a Europa entre marzo y abril, comienza su época de celo, en la que el macho realiza vuelos en picado y caza para la hembra. Repara sus nidos anteriores, donde incuba en mayo o junio junto a su pareja un único huevo, que eclosiona a los 40 días. El pollo abandona el nido a los 60-80 días.